# Bishan Stadium
Das Bishan Stadium ist ein Fußballstadion mit Leichtathletikanlage im Stadtviertel Bishan in der Central Region des Stadtstaats Singapur. Das Stadion ist die Heimstätte der beiden Fußballvereine Lion City Sailors und Balestier Khalsa, die beide in der höchsten Liga des Landes spielen. Die Anlage wurde am 1. April 1998 eröffnet und bietet heute 10.000 Zuschauern Platz.

## Geschichte
Das Stadion wurde am 1. April 1998 eröffnet und hatte zur Eröffnung eine Kapazität von 4254 Plätzen. Es ist Teil des Bishan Sport Centres, wozu auch eine Sporthalle mit 1920 Plätzen und eine Schwimmhalle gehören. Das Sportzentrum befindet sich in der Nähe der Station Bishan der Nord-Süd-Linie des Metro-Netzes der Stadt.
Im September 2006 war das Stadion zusammen mit dem Jalan Besar Stadium im Stadtviertel Kallang Austragungsort der U-17-Fußball-Asienmeisterschaft. 2009 und 2010 fanden in der Anlage die jeweiligen Leichtathletik-Wettbewerbe der Asian Youth Games und der Olympischen Jugend-Sommerspiele statt. Im Juni 2015 wurden die Spiele der Gruppe B des Männer-Fußballturniers der Südostasienspiele 2015 im Stadion ausgetragen.
Nach der Saison 2020 wurde die Spielfläche für ein Jahr gesperrt, da der Rasen erneuert wurde. Die Lion City Sailors zogen für die nächste Spielzeit in das südlich gelegene Jalan Besar Stadium um. Nach Abschluss der Arbeiten war das Stadion zusammen mit dem Nationalstadion im Dezember 2021 Austragungsort der wegen der Corona-Pandemie um ein Jahr verschobenen Fußball-Südostasienmeisterschaft. Im Anschluss an das Turnier musste der Rasen erneut neuverlegt werden, sodass die Sailors auch die Saison 2022 im Jalan Besar Stadium spielen mussten.
Im Mai 2025 war das Stadion Gastgeber des Finales der AFC Champions League Two 2024/25 zwischen den heimischen Lion City Sailors und dem Sharjah FC aus den Vereinigten Arabischen Emiraten (1:2). Im Vorfeld des Spiels wurde die Anlage für rund eine Million US-Dollar erweitert. Durch drei neue Zuschauertribünen stieg die Kapazität des Stadions auf 10.000 Zuschauer. Auch wurden ein Pressekonferenzraum, eine Medientribüne und ein Medienzentrum eingerichtet, eine hellere Flutlichtanlage installiert sowie die Umkleiden renoviert.

## Länderspiele
Das Bishan Stadium war seit Oktober 2000 bisher Austragungsort von 24 A-Länderspielen, wovon 12 Freundschaftsspiele waren. Nachfolgend eine Übersicht der Pflichtspiele.
- 22. Dez. 2002:  Malaysia –  Laos 1:1 (Gruppe B der Südostasienmeisterschaft 2002)
- 28. Jan. 2009:  Singapur –  Jordanien 2:1 (Qualifikation zur Asienmeisterschaft 2011)
- 06. Dez. 2021:  Laos –  Vietnam 0:2 (Gruppe B der Südostasienmeisterschaft 2021)
- 06. Dez. 2021:  Kambodscha –  Malaysia 1:3 (Gruppe B der Südostasienmeisterschaft 2021)
- 09. Dez. 2021:  Indonesien –  Kambodscha 4:2 (Gruppe B der Südostasienmeisterschaft 2021)
- 09. Dez. 2021:  Malaysia –  Laos 4:0 (Gruppe B der Südostasienmeisterschaft 2021)
- 12. Dez. 2021:  Vietnam –  Malaysia 3:0 (Gruppe B der Südostasienmeisterschaft 2021)
- 12. Dez. 2021:  Laos –  Indonesien 1:5 (Gruppe B der Südostasienmeisterschaft 2021)
- 15. Dez. 2021:  Indonesien –  Vietnam 0:0 (Gruppe B der Südostasienmeisterschaft 2021)
- 15. Dez. 2021:  Kambodscha –  Laos 3:0 (Gruppe B der Südostasienmeisterschaft 2021)
- 18. Dez. 2021:  Myanmar –  Philippinen 2:3 (Gruppe A der Südostasienmeisterschaft 2021)
- 19. Dez. 2021:  Vietnam –  Kambodscha 4:0 (Gruppe B der Südostasienmeisterschaft 2021)